# Oreopanax jelskii
Oreopanax jelskii  es una especie de fanerógama en la familia de Araliaceae.

## Hábitat
Es endémica de Perú, Bolivia y Ecuador.

## Taxonomía
El género fue descrito por Ignaz von Szyszylowicz y publicado en Diagnoses Plantarum Novarum 13. 1894.
Etimología
Oreopanax: nombre genérico que deriva de las palabras griegas: oreos = "montaña" y panax = "Panax".
jelskii: epíteto